# Candi Laras Selatan
Candi Laras Selatan (indonez. Kecamatan Candi Laras Selatan) – kecamatan w kabupatenie Tapin w prowincji Borneo Południowe w Indonezji.
Kecamatan ten graniczy od północnego wschodu z kabupatenem Hulu Sungai Selatan, od wschodu z kecamatanem Bakarangan, od południa z kecamatanem Tapin Tengah, a od zachodu i północnego zachodu z kecamatanem Candi Laras Utara.
W 2010 roku kecamatan ten zamieszkiwało 12 060 osób, z których 6065 stanowili mężczyźni, a 5995 kobiety. 12 051 osób wyznawało islam.
Znajdują się tutaj miejscowości: Baringin A, Baringin B, Baulin, Candi Laras, Marampiau, Marampiau Hilir, Margasari Hulu, Pabaungan Hilir, Pabaungan Hulu, Pabaungan Pantai, Sungai Rutas i Sungai Rutas Hulu.